# セクメト
セクメト (Sekhmet) は、エジプト神話に登場する女神。プタハの妻であり、子供にはネフェルトゥムがいる。
ラーの片目（右目とも左目とも）から生まれ、ライオンの頭を持つ。頭頂に赤い円盤を載せており真昼の太陽の灼熱を表現している。破壊神にして復讐者であり、王の守護神とされる。
夫プタハ、息子ネフェルトゥムと共にメンフィス三柱神を構成する。
伝染病をもたらす神とされ、「火のような息」を吹くと恐れられたほか、戦いの女神でもある。一方で家庭では、穏やかな女神になるという。
同じ獅子頭の女神であるバステトやテフヌトと同一視されることもあり、レトポリスやメンフィスで信仰されていた。

## 神話
ある時、ラーが自分を崇めない人間に復讐して殺戮させるためにセクメトを地上に送ったが、オシリスらの意見を聞いて後悔する。そこでラーに、血に似せて造らせた赤いビール（ただの酒とも）で彼女を酔わせ、殺戮を止めさせたという神話で知られている。この時からエジプトの砂漠が赤く染まったと言われる。
また、セクメトは伝染病などを司り、人間を殺してしまう病の風を吐く女神とされた。そのため、この女神を鎮められるセクメトの神官たちは、伝染病を鎮める特殊な医師や呪術師とされた。

### 他の神話との類似性
出エジプト記の十の災いでは、ナイル川の水が血に変えられ、疫病が流行し、暗闇がエジプトを覆う様子が書かれている。これは実際に起きた火山の噴火による影響ではないかという科学者もいる。クルアーン7番目の章高壁133節については、聖書の説話とクルアーンの関係から出エジプト記からの引用と考えられる。